# مورتال (فیلم)
مورتال (نروژی: Torden) یک فیلم انگلیسی-نروژی زبان در ژانر فانتزی و اکشن با موسیقی توسط مارکوس پاوس است که در سال ۲۰۲۰ منتشر شد. از بازیگران آن می‌توان به نات وولف اشاره کرد. این فیلم از اساطیر اسکاندیناوی الهام گرفته شده‌است. در آن نات وولف در نقش اریک بازی می‌کند. فیلم در ۲۸ فوریه ۲۰۲۰ منتشر شد.